# Viniegra de Arriba
Viniegra de Arriba település Spanyolországban, La Rioja autonóm közösségben. Viniegra de Arriba Vinuesa, Viniegra de Abajo, Ventrosa, Brieva de Cameros és Montenegro de Cameros községekkel határos. Lakosainak száma 40 fő (2024).

## Népesség
A település népessége az elmúlt években az alábbi módon változott:
| Lakosok száma | 61   | 49   | 45   | 46   | 54   | 50   | 39   | 42   | 39   | 40   |
|               | 2001 | 2004 | 2007 | 2009 | 2012 | 2014 | 2017 | 2019 | 2022 | 2024 |